# Klaus Gröber
Klaus Gröber (* 2. August 1944 in Assenhausen) ist ein deutscher Politiker (CSU).
Nach seinem Abitur machte Gröber eine Ausbildung zum Sanitätsoffizier der Bundeswehr und war Stabsarzt der Reserve. Er studierte Medizin und war niedergelassener Arzt für Allgemeinmedizin, es folgte eine Weiterbildung zum Arzt für Betriebsmedizin und Umweltmedizin. Er gehörte zum Aufsichtsrat der Kreiskrankenhaus-Starnberg GmbH und ist Mitglied der Freiwilligen Feuerwehr Allmannshausen sowie des Reservistenverbands der Bundeswehr.
1972 trat Gröber in die CSU ein. Er war dort Landesvorsitzender des Gesundheitspolitischen Arbeitskreises der CSU, viele Jahre Ortsvorsitzender der CSU in Berg und 2. Bürgermeister, Kreisrat in Starnberg und Gemeinderat in Berg. Von 1994 bis 2003 saß er im Bayerischen Landtag, direkt gewählt im Stimmkreis Starnberg. Gegen Ende saß er aber nur noch als fraktionsloser Abgeordneter im Landtag.